# Сальвадор (фильм, 1986)
«Сальвадор» (англ. Salvador) — фильм режиссёра Оливера Стоуна, вышедший в 1986 году и рассказывающий об освещении гражданской войны в Сальвадоре журналистом Ричардом Бойлом. Роль Бойла, который совместно со Стоуном написал сценарий фильма, исполнил Джеймс Вудс. 

## Сюжет
Действие начинается в 1980 году в Сан-Франциско. Журналист Ричард Бойл (Джеймс Вудс) специализируется на материалах из «горячих точек». Из-за сложного характера и тяги к спиртному он остаётся без работы, без денег и от него уходит жена. Услышав, что в Сальвадоре накаляется обстановка, Бойл решает отправиться туда на свой страх и риск, чтобы собрать материалы и попытаться продать в какое-нибудь солидное издание. За компанию Ричард берёт своего такого же безработного знакомого, диджея Доктора Рока (Джеймс Белуши), которому он сообщает, что едет в Гватемалу. Поездка за дешёвой выпивкой и развлечениями быстро оказывается опасной: герои становятся свидетелями военного переворота, и уже на границе их останавливают военные, которые тут же убивают студента, не имевшего удостоверения личности. Бойл оказывается знаком с командующим, полковником Фигероа, который радушно их принимает и отпускает. Бойл находит свою местную возлюбленную Марию (Эльпидия Каррильо), которая живёт в Ла-Либертаде с двумя маленькими детьми и младшим братом Карлосом. Бойл и Рок переезжают к ней. Бойл вместе с фотожурналистом Джоном Кэссиди (Джон Сэвидж) снимает место массовой расправы военных над левыми повстанцами. Позже он передаёт фотографии тел католическим миссионерам, среди которых его знакомая Кэти Мур (Синтия Гибб): они помогают родственникам с опознанием пропавших. Далее в посольстве США Бойл вместе с послом Томасом Келли (Майкл Мерфи), советниками из армии и ЦРУ и лояльными правительству журналистами следит за президентскими выборами, в результате которых к власти приходит Рональд Рейган. Карлос и Доктор Рок в местном баре вступают в конфликт с вооружёнными местными, которые предположительно входят в «эскадроны смерти» лидера сальвадорских военных майора Макса. Позже Карлос и Рок обнаруживаются в местной тюрьме, так как у них якобы изъяли наркотики. Ричард и Кэти дают взятку полицейскому и выкупают Рока, но Карлоса полицейский оставляет за решёткой. Позже Карлос погибнет.
Бойл встречается с послом Келли, чтобы добыть для Марии документы, которые позволят ей и её семье выехать из страны. Бойл решает, что для этого он готов жениться на Марии. Они отправляются в собор, где Бойл исповедуется. Во время последующей службы, которую проводит архиепископ Оскар Ромеро, обличающий военных, боевик, действующий по приказу майора Макса, убивает архиепископа. На следующий день Бойл пробирается на пресс-конференцию Макса и задаёт вопрос об убийстве, Макс возлагает ответственность на левых повстанцев. Кэти Мур отправляется в аэропорт, чтобы встретить трёх католических монахинь. По пути из аэропорта их машину останавливают правые боевики, которые выводят женщин на обочину, насилуют и убивают. Бойл и Келли присутствуют при эксгумации тел, и возмущённый преступлением Келли заявляет о прекращении поставок сальвадорским военным. Тем не менее американские советники, с которыми Ричард обсуждает ситуацию и возможность эвакуации Марии, обвиняют в убийствах повстанцев и отказываются предоставить проездные документы.
Бойл и Кэссиди освещают успешную атаку повстанцев на позиции военных в Санта-Ане. Под давлением военных советников Келли соглашается на поставки военной техники майору Максу, с которой тот одерживает победу. Кэссиди, снимая атаку американского военного самолёта, убит очередью с него. Бойл тоже получает ранение, но спасает плёнки Кэссиди. Бойл и Мария с поддельными документами, которые для неё добыл Доктор Рок, пытаются покинуть Сальвадор. На пропускном пункте их задерживают, и Бойла уводят для расстрела, но звонок уже отъезжающего из страны посла, до которого успел достучаться Доктор Рок, спасает их. Ричард, Мария и двое её детей въезжают в США, но в автобусе Марию при проверке задерживают сотрудники Службы иммиграции и натурализации. В заключительных титрах сообщается, что плёнки Кэссиди были опубликованы, а Бойл продолжает поиск Марии и её детей, которых последний раз видели в лагере беженцев в Гватемале.

## В ролях
- Джеймс Вудс — Ричард Бойл
- Джеймс Белуши — Доктор Рок
- Майкл Мерфи[англ.] — посол Томас Келли
- Джон Сэвидж — Джон Кэссиди
- Эльпидия Каррильо — Мария
- Тони Плана — Максимилиано Казанова, «Майор Макс»
- Синтия Гибб — Кэти Мур
- Валери Уайлдман[англ.] — Полин Аксельрод
- Хосе Карлос Руис — архиепископ Оскар Ромеро

## Создание фильма
«Сальвадор» стал третьим фильмом Стоуна-режиссёра, который к тому времени уже имел большой опыт работы сценаристом, но сам снял только два неуспешных триллера, последний из которых («Рука») — в 1981 году. Стоун познакомился с Ричардом Бойлом в 1977 году, когда вместе с Роном Ковиком работал над сценарием фильма «Рождённый четвёртого июля» по мемуарам Ковика: Бойл был участником антивоенных акций Ковика. В 1985 году Бойл показал Стоуну свои записи о работе в Сальвадоре, и последний решил переработать их в фильм. Ещё одним источником знаний о Сальвадоре для Стоуна стала книга журналиста Реймонда Боннера «Слабость и обман» (Weakness and Deceit, 1984) о политике США в отношении Сальвадора. Режиссёра глубоко тронуло, что в результате действий поддержанных США «эскадронов смерти» десятки тысяч людей погибли и сотни тысяч эмигрировали, а в США об этом почти не известно. В январе — марте того же года Стоун и Бойл съездили в Сальвадор и написали сценарий.
Производство фильма было профинансировано британской компанией Hemdale Film Corporation, только что успешно выпустившей «Терминатора», и продюсером Джеральдом Грином. Основная часть съёмок, кроме начальной и завершающей сцен, прошла в Мексике — Куэрнаваке, окрестностях Акапулько и Мехико.
Многие события и персонажи фильма имеют реальные прототипы. Ричарду Бойлу оставлено его имя, майор Макс и организация военных основаны на фигуре Роберто Д’Обюссона и его Националистическом республиканском альянсе (ARENA). В фильме показаны убийство Оскара Ромеро — хотя если в фильме его убийца стрелял с близкого расстояния, притворившись, что хочет получить причастие, то в реальности Ромеро был убит выстрелом снайпера — и убийство четырёх американских миссионерок, произошедшее 2 декабря 1980 года (прототипа Кэти Мур звали Джин Донован). Прототипом Томаса Келли был назначенный Картером посол в Сальвадоре Роберт Уайт. Персонаж Джона Сэвиджа (фотожурналист Кэссиди), по словам Стоуна, основан на фигуре Джона Хогланда, убитого в Сальвадоре в 1984 году.

## Критика
«Сальвадор» получил смешанные отзывы критиков. Уолтер Гудмен (The New York Times), отдавая должное динамике, с которой сняты экшн-сцены, в целом негативно оценил «чёрно-белое» изображение событий с очевидными симпатиями Стоуна к повстанцам и одномерными персонажами, большинство которых выглядят либо стереотипами, либо гротескными карикатурами. Полин Кейл (The New Yorker) назвала «Сальвадор» «ультраправой мачистской фантазией, состыкованной с левым высказыванием». Симпатизировал фильму Роджер Эберт, который увидел в нём в первую очередь историю путешествия в духе Хантера Томпсона, а центральным назвал эпизод исповеди Бойла, когда тот колеблется в попытке найти баланс между показным смирением в духе католической этики, необходимым для женитьбы на Марии, и своей подлинной природой, не принимающей конвенциональную мораль. Эберт тоже отметил дидактичность, с которой Стоун пытается донести свои взгляды на американскую политику, как будто боится быть недопонятым, но всё же заключил, что подлинная душа фильма — это дуэт Белуши и Вудса. Вудс, изобразивший бойкого и циничного репортёра с проницательными глазами и в итоге добившийся номинацию на «Оскар», получил больше всего комплиментов. Гудмен отметил его нерв и самоиронию, а Эберт заключил, что Вудс рождён для этой роли. В прокате фильм собрал достаточно небольшую сумму — полтора миллиона долларов.
Отдельной критике подверглось смешение Стоуном реальных и вымышленных событий: в заключительных титрах «в духе Коста-Гавраса» (Гудмен) Стоун сообщает о судьбе Марии — хотя сцена с сотрудниками иммиграционной службы США не происходила в реальности — и о фотографиях Кэссиди, в значительной степени вымышленного персонажа.
На сайте-агрегаторе Rotten Tomatoes картина имеет рейтинг 89% на основании 28 критических отзывов.

## Награды и номинации
- 1987 — две номинации на премию «Оскар»: лучшая мужская роль (Джеймс Вудс), лучший оригинальный сценарий (Оливер Стоун, Ричард Бойл)
- 1987 — премия «Независимый дух» за лучшую мужскую роль (Джеймс Вудс), а также пять номинаций: лучший фильм (Джеральд Грин, Оливер Стоун), лучший режиссёр (Оливер Стоун), лучшая женская роль (Эльпидия Каррильо), лучший сценарий (Оливер Стоун, Ричард Бойл), лучшая операторская работа (Роберт Ричардсон)
- 1987 — номинация на премию Гильдии сценаристов США за лучший оригинальный сценарий (Оливер Стоун, Ричард Бойл)